# رمسيس (أمير)
الأمير رمسيس هو أحد أبناء رمسيس الثاني، وهو ليس رمسيس الثالث؛ ولم يكن ملكاً. والذين حكموا مصر كانوا أولاد رمسيس الثاني هم ميريت أمون التي أصبحت ملكة، وتزوجها رمسيس الثاني، ومرنبتاح الذي أصبح الملك بعد وفاة والده في الأسرة التاسعة عشرة، والأمير رمسيس لم يكن ملكاً وخعمواس كان ولي العهد، ولكنه مات قبل أن يصبح ملكاً.